# 蒙察爾文斯湖
46°36′45″N 7°8′22″E / 46.61250°N 7.13944°E

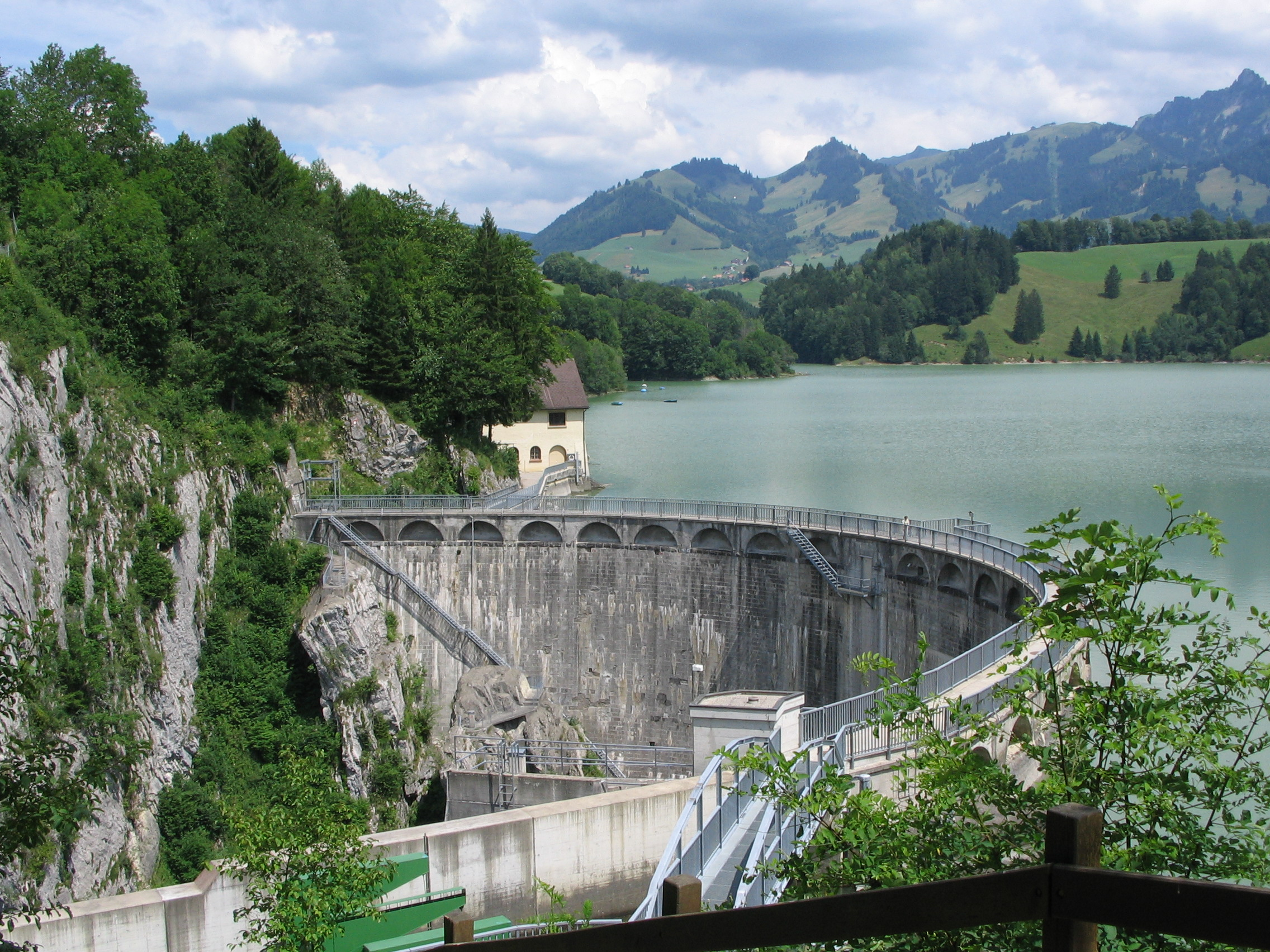

蒙察爾文斯湖（Lac de Montsalvens），是瑞士的水庫，位於該國西部，由弗里堡州負責管轄，面積0.7平方公里，海拔高度801米，最大水深50米，水體容量1,260萬立方米。